# Studebaker Coupe Express

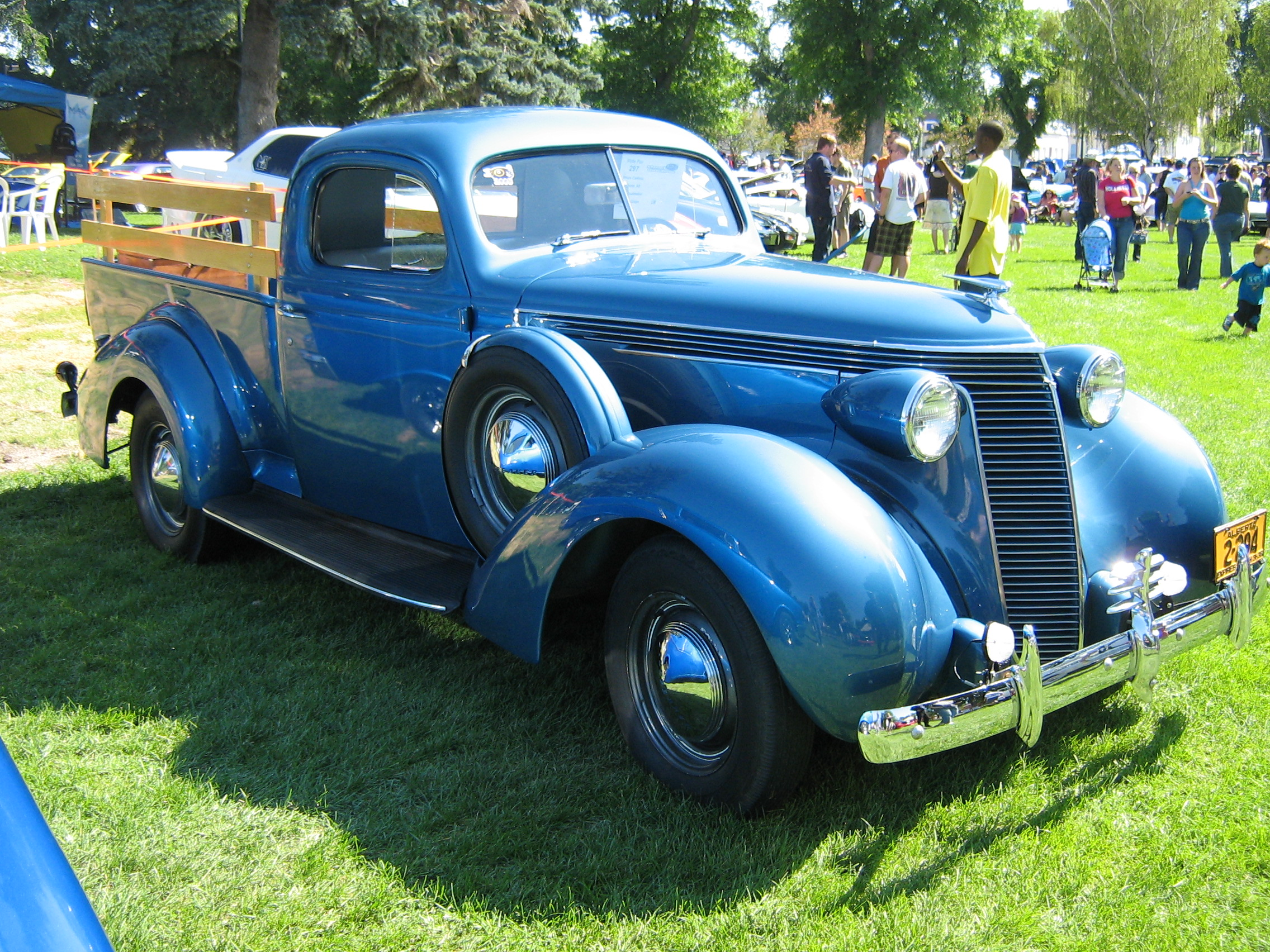
1937 Studebaker Coupe Express

Der Studebaker Coupe Express war ein Pickup, der von der Studebaker Corporation in South Bend (Indiana) von 1937 bis 1940 hergestellt wurde. Entgegen der Vorgehensweise bei der Konkurrenz verband der Coupe Express das Styling eines PKW mit einem großen LKW-Fahrgestell.
Der Coupe Express entstand aus dem Studebaker Dictator, von dem Rahmen, Antriebstechnik und Schnauze übernommen wurden. Für die Herstellung des hinteren Teils des Führerhauses wurde allerdings eine neue Presse benötigt. So entstand ein Ganzstahlaufbau für den Pickup. Dieses Modell wurde als Chassis mit Führerhaus angeboten, wobei auch die hinteren Kotflügel enthalten waren. Der Endverbraucher (wie z. B. Sanitär- oder Lagerbetriebe) konnten dann für den hinteren Aufbau sorgen.
Der LKW wurde durch den größeren der Studebaker-Sechszylinder mit seitlich stehenden Ventilen über ein Dreiganggetriebe angetrieben. Als Sonderausstattung bot Studebaker ein Dreiganggetriebe mit Overdrive von BorgWarner an. Andere Ausstattungen gegen Aufpreis waren ein Radio, eine Heizung, ein Rückfenster aus Drahtglas und Blinklichter. Es gab drei verschiedene Ausführungen der Räder: mit Pressstahlfelgen, mit Pressstahlfelgen und "Artilleriespeichen" und mit Speichen.
Vom 1937er-Modell wurden etwa 3000 Stück gefertigt.
1938 wurde das Führerhaus überarbeitet und dem modernisierten PKW-Styling angepasst, was zu einer etwas verlängerten Ladefläche führte. 1938 wurden ca. 1000 Exemplare gebaut.
1939 folgte nochmals eine Überarbeitung, die den jährlichen Designänderungen bei Studebaker Rechnung trug. Ende 1939 wurde der Coupe Express eingestellt und es gab 1940 keinen Nachfolger.
1941 führte Studebaker die M-Serie ein. Dabei nutzte man in der Werbung noch eine Zeitlang den Namen Coupe Express, aber kein Modell der M-Serie hieß je offiziell so.